# NGC 1026
NGC 1026 je galaksija u zviježđu Kit.

## Vanjske poveznice
- SEDS: NGC 1026